# Pappelauen-Zahnspinner

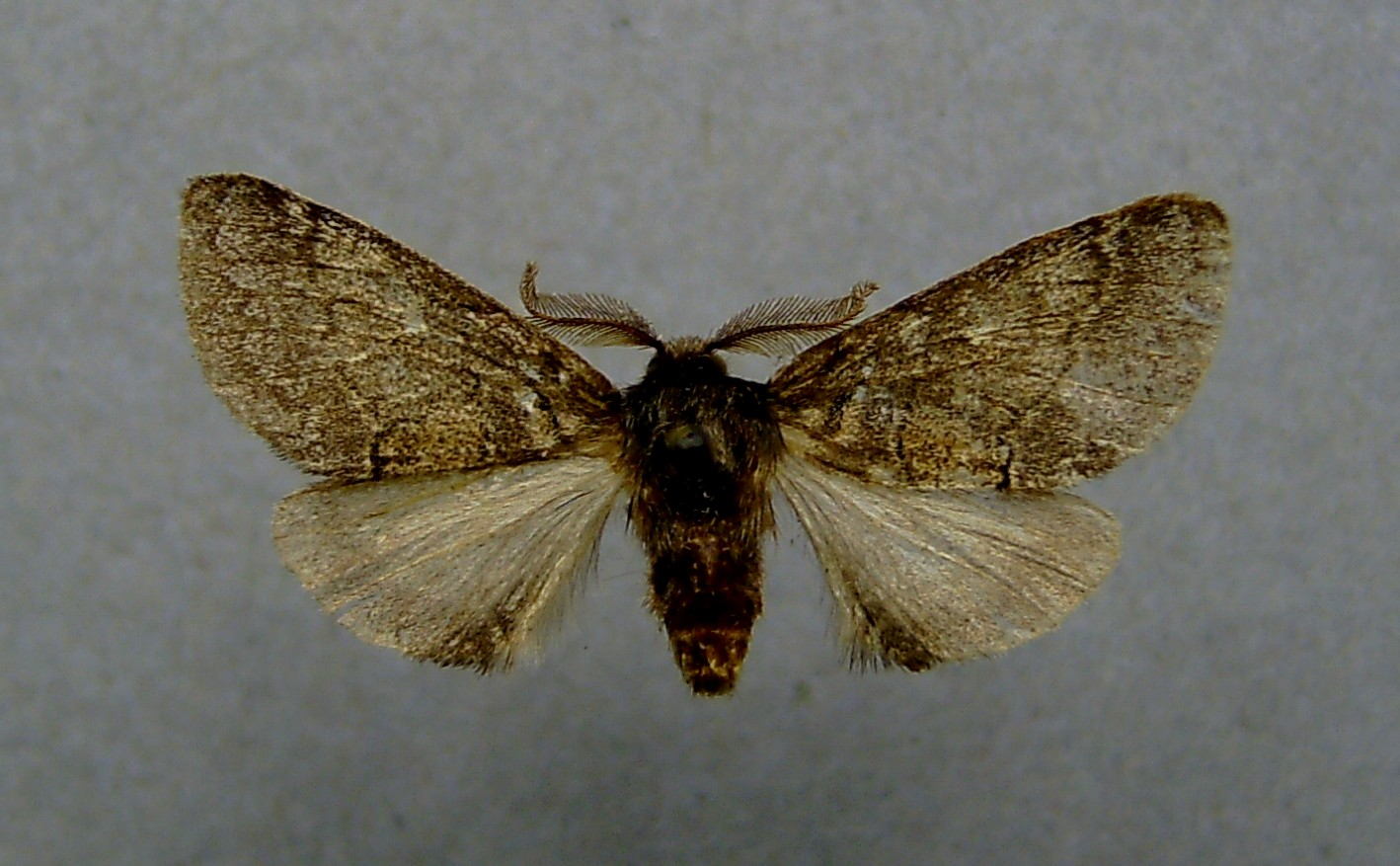
Pappelauen-Zahnspinner (Gluphisia crenata), Präparat

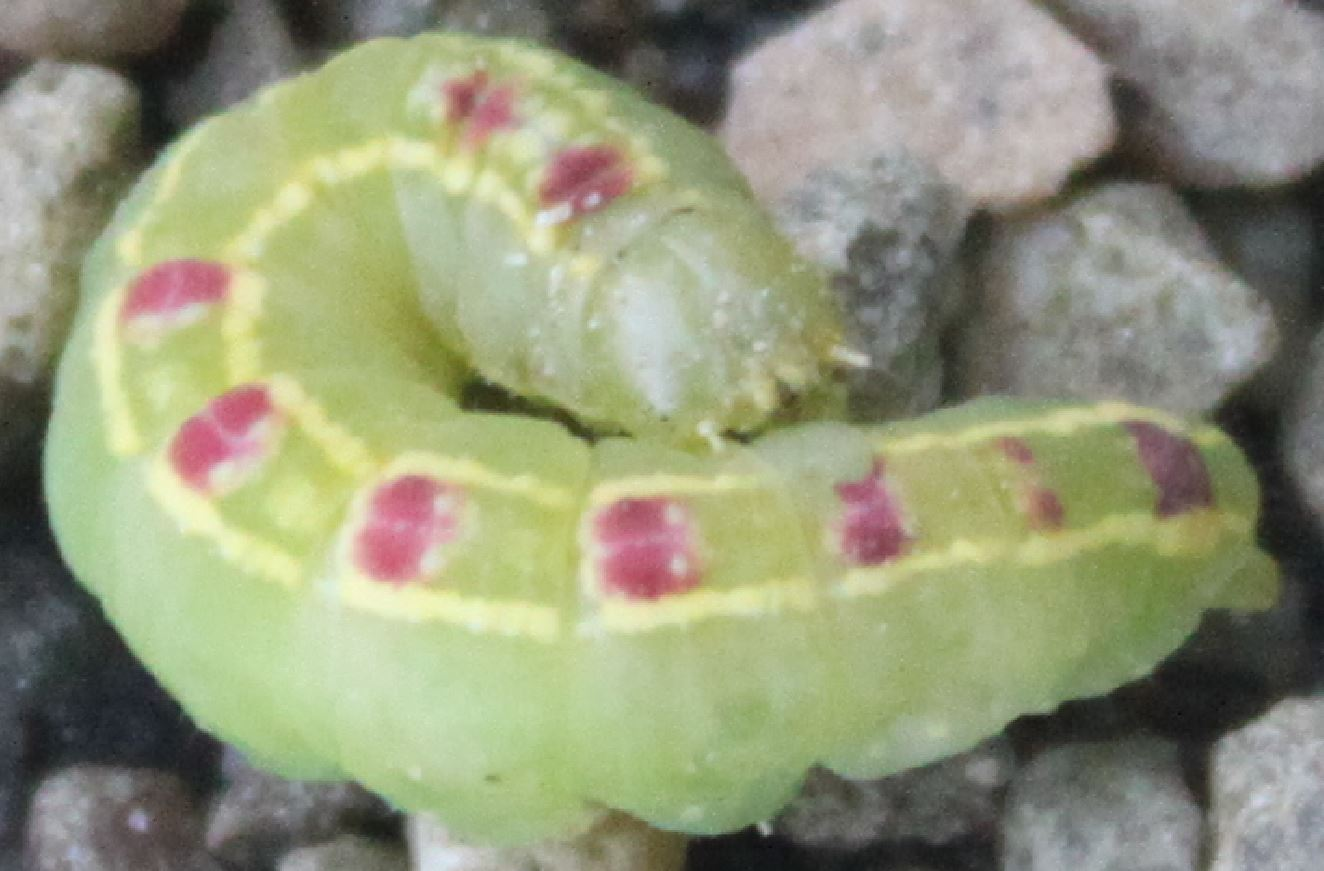
Raupe

Der Pappelauen-Zahnspinner (Gluphisia crenata) ist ein Schmetterling (Nachtfalter) aus der Familie der Zahnspinner (Notodontidae).

## Merkmale

### Imago
Die Falter erreichen eine Flügelspannweite von 28 bis 34 Millimetern. Die Vorderflügel sind hellgrau bis schwarzgrau gefärbt und haben meist undeutliche Makel und Linien. Ein Schuppenzahn fehlt. Die Hinterflügel sind hellgrau bis dunkelgrau mit einem dunklen Fleck an der Unterkante. Die hellgraue Nominatform ssp. crenata  ist im Mittelfeld der Vorderflügel aufgehellt. Verdunkelte und kontrastarme Falter werden als ssp. vertunae bezeichnet und kommen eher in den nördlichen Gebieten vor. Die Fühler sind bei beiden Geschlechtern doppelt gekämmt, bei den Weibchen jedoch wesentlich kürzer.

### Ei
Die Eier sind grün, rund und an der Unterseite abgeflacht.

### Raupe
Die erwachsenen Raupen sind glatt, ohne Höcker, haben eine gelbgrüne Grundfarbe und besitzen zwei hellgelbe Rückenlinien, zwischen denen einige dunkelrote Flecken zu sehen sind. Die Seitenstreifen sind gelblich.

### Puppe
Die Puppe ist schwarz, kurz und glanzlos.

## Verbreitung und Vorkommen
Die Tiere kommen in Europa weit verbreitet vor, östlich über Teile Russlands und Chinas bis nach Japan. Sie leben in Gebieten mit Pappelbeständen, bevorzugt an warmen Stellen.

## Lebensweise

### Flug- und Raupenzeiten
Die Falter sind nachtaktiv und fliegen auch künstliche Lichtquellen an. Sie halten sich gerne in den Kronen alter Pappeln auf und fliegen jährlich in zwei Generationen von Ende April bis Ende August. Die Raupen findet man ab August, im Süden ab Ende Juni. Sie leben zunächst an den ersten voll entwickelten Blättern an den Spitzen der Zweige. Die Verpuppung findet in einem ovalen, festen Kokon zwischen fest versponnenen Blättern statt. Die Puppe überwintert.

### Nahrung der Raupen
Die Raupen ernähren sich hauptsächlich von den Blättern verschiedener Pappel-Arten (Populus), wie beispielsweise Schwarz-Pappel (Populus nigra) oder Zitter-Pappel (Populus tremula).

## Gefährdung und Schutz
Die Art ist nicht gefährdet.